# Ergotamin
Ergotamin je alkaloid produkovaný houbou Claviceps purpurea (námel) a dalšími houbami rodu Claviceps. Sám o sobě se využívá v porodnictví a v kombinaci s kofeinem jako přípravek proti migréně. Dále se využívá pro syntézu dalších látek, především kyseliny lysergové. Zacházení s ergotaminem je v ČR regulováno, jelikož se jedná o prekurzor zakázané drogy LSD. Ergotamin může být smrtelně jedovatý a způsobuje mykotoxické onemocnění ergotismus.